# Всемирная вненациональная ассоциация

Флаг SAT — это флаг эсперанто, в котором зелёный цвет заменён красным, цветом левых идей.

Всемирная вненациональная ассоциация (эсп. Sennacieca Asocio Tutmonda, SAT) — независимая всемирная эсперанто-ассоциация. Вторая по значению эсперанто-организация после UEA. Штаб-квартира находится в Париже. SAT создана в 1921 году на XIII всемирном конгрессе эсперантистов как организация рабочего движения эсперантистов. В конце 1920-х годов членов SAT насчитывалось более чем 6 тысяч. В 2006 году их количество равнялось 724.
SAT оказалась первой организацией эсперантистов, которая не ставила перед собой приоритет распространения эсперанто. Она позиционирует себя как просветительская, социально-образовательная, дискуссионная ассоциация для своих членов, основанная на принципах взаимопомощи и использующей для выполнения своих целей наднациональный язык — эсперанто. В её задачи входит установка связи между рабочими организациями разных стран.

## История
Идеология эсперанто, предполагающая объединения всех наций вокруг единого языка, особо близка к рабочему классу. Создатель эсперанто Людвик Заменгоф по этому поводу писал следующее:

Возможно, ни для кого во всем мире наш демократический язык не имеет такого значения, как для рабочих, и я надеюсь, раньше или позже, но рабочие станут самой сильной опорой нашего дела. Рабочие не только испытают пользу эсперанто, но они также и больше других почувствуют суть и идею эсперантизма.
— 1910
Предпосылками создания ассоциации, объединявших рабочих-эсперантистов, стали недовольство рабочих от Первой мировой войны; Октябрьская революция в России, а вместе с ней идеи пролетарского интернационального братства; неорганизованная работа UEA после смерти её основателя Гектора Ходлера в 1920 году.
SAT была основана на XIII всемирном конгрессе эсперантистов в Праге в 1921 году, на котором состоялось собрание 79 представителей рабочего эсперанто-движения из 15 стран. Инициатором создания SAT стал французский эсперантист Эжен Адам, известный более под псевдонимом Эжен Ланти. В первые годы в рамках организации развивалась идеология безнационализма, однако официально она так и не была принята.
В 1987 году в Булонь-сюр-Мер на конгрессе SAT была создана ассоциация Amikeca Reto, вторая после Pasporta Servo сеть гостеприимства среди эсперантистов.

Международный конгресс эсперантистов в Ленинграде на марке СССР 1926 года

## SAT и СССР
На первых порах существования SAT значительным влиянием пользовались советские эсперантисты во главе с Э. К. Дрезеном: в СССР печаталось многие книги SAT, проживало значительное количество членов ассоциации, в 1926 году конгресс SAT прошёл в Ленинграде. Однако с каждым годом возрастал конфликт между ассоциацией и коммунистами, желавшими стать лидирующей партией в SAT, который привёл к их разъединению в 1930 году. В СССР SAT был объявлен антисоветской организацией. В свою очередь SAT стала критиковать советскую власть за ущемление прав рабочих. В 1935 году Ланти опубликовал книгу «Действительно ли в Советском Союзе строится социализм?». Сам раскол существенно сказался на финансовых средствах SAT и количестве её членов.
Лишь во времена перестройки советские эсперантисты стали вновь становиться членами SAT. А после распада СССР пять конгрессов SAT прошли в постсоветских республиках:
- в 1992 году в Каунасе
- в 1996 году в Петербурге
- в 1998 году в Одессе
- в 2000 году в Москве
- в 2012 году в Ялте

Конгрессы сыграли большую роль в укреплении эсперанто-движения России, Украины и Прибалтики.

## Цели
Цели SAT сформулированы в нескольких пунктах:
а) использовать на практике язык эсперанто для общих целей рабочего класса во всём мире;
б) как можно лучше и доступнее облегчать взаимоотношения между своими членами, таким образом, способствуя росту у них общечеловеческой солидарности;
в) обучать и просвещать своих членов таким образом, чтобы они становились самыми сознательными из всех так называемых интернационалистов;
г) служить посредником в отношениях между разноязычными ассоциациями, чьи цели соответствуют целям SAT;
д) стимулировать и всеми средствами способствовать созданию литературы (оригинальной и переводной), отражающей идеалы ассоциации.

## Сотрудничество
SAT сотрудничает с множеством организаций, особенно тесно с Laboristaj Esperanto-Organizoj (LEO, с эсп. — «Рабочие Эсперанто-Организации») — национальные эсперанто-организации, цель которых распространение эсперанто в рамках своей страны.

## Печатные издания
- Sennaciulo (с эсп. — «Вненационалист»)— журнал, издаваемый раз в два месяца.
- Sennacieca Revuo (с эсп. — «Вненациональный журнал») — ежегодник.